# Calardos
Calardos (o Los Calardos) es una localidad y pedanía española perteneciente al municipio del Huétor Tájar, en la provincia de Granada, comunidad autónoma de Andalucía. Está situada en la parte central de la comarca de Loja. Cerca de esta localidad se encuentran los núcleos de Venta Nueva y Huétor Tájar capital.
Calardos también es un pago agrícola, que se accede a través de la antigua carretera N-342 (su trazado es paralelo a la A-92 y la GR-4400).
No existe un núcleo con población concentrada, por lo que la localidad está compuesta por una serie de caserías diseminadas, en su totalidad abandonadas y en un estado de conservación muy degradado, localizadas en la homónima vega de Calardos. La vega está encajada por el cerro de Beyla (al norte) y el cerro de Limones (al sur) y está recorrida longitudinalmente por el río Genil, aunque el agua de riego viene del Canal de Riego del Cacín (Caz Emperatriz Eugenia).
La agricultura es la actividad predominante. Toda la superficie del pago es de regadío y  destacan los cultivos de espárrago, maíz y alfalfa.

## Demografía
Según el Instituto Nacional de Estadística de España, en el año 2024 Calardos contaba con tan solo 1 habitante censado, lo que representa el 0,01% de la población total del municipio.